# Związek Stronnictwa Chłopskiego
Związek Stronnictwa Chłopskiego (zwany związkiem braci Potoczków) – pierwsza polityczna organizacja chłopska w Europie, utworzona 3 lipca 1893 w Nowym Sączu.
Jej założycielami byli bracia Jan i Stanisław Potoczek. ZSCh, pozostający pod silnym wpływem kleru, miał charakter centrowy. Poufne zebranie w sprawie założenia ZSCh miało miejsce 7 sierpnia 1892 w Nowym Sączu. Oprócz braci Potoczków w zebraniu uczestniczyło ponad 20 wójtów z powiatów nowosądeckiego i limanowskiego. Wśród nich byli posłowie do parlamentu wiedeńskiego: Stanisław Michalik, Wincenty Myjak, Jan Kubik, Jan Kasprzak, i Józef Czapik.
Początkowo partia liczyła 1297 członków. ZSCh działał do 1908 i wywarł ogromny wpływ na edukację polityczną chłopów w Galicji. Organem prasowym ugrupowania był „Związek Chłopski”, ukazujący się w latach 1894–1906. Po rozwiązaniu ZSCh większość działaczy wstąpiła do Polskiego Stronnictwa Ludowego.